# Frontera entre la Xina i l'Índia
La frontera entre la Xina i l'Índia és la línia que separa els territoris de la República Popular de la Xina (regions autònomes de Xinjiang i el Tibet dels de l'Índia (estats de Himachal Pradesh, Jammu i Caixmir, Uttarakhand, Sikkim i Arunachal Pradesh.

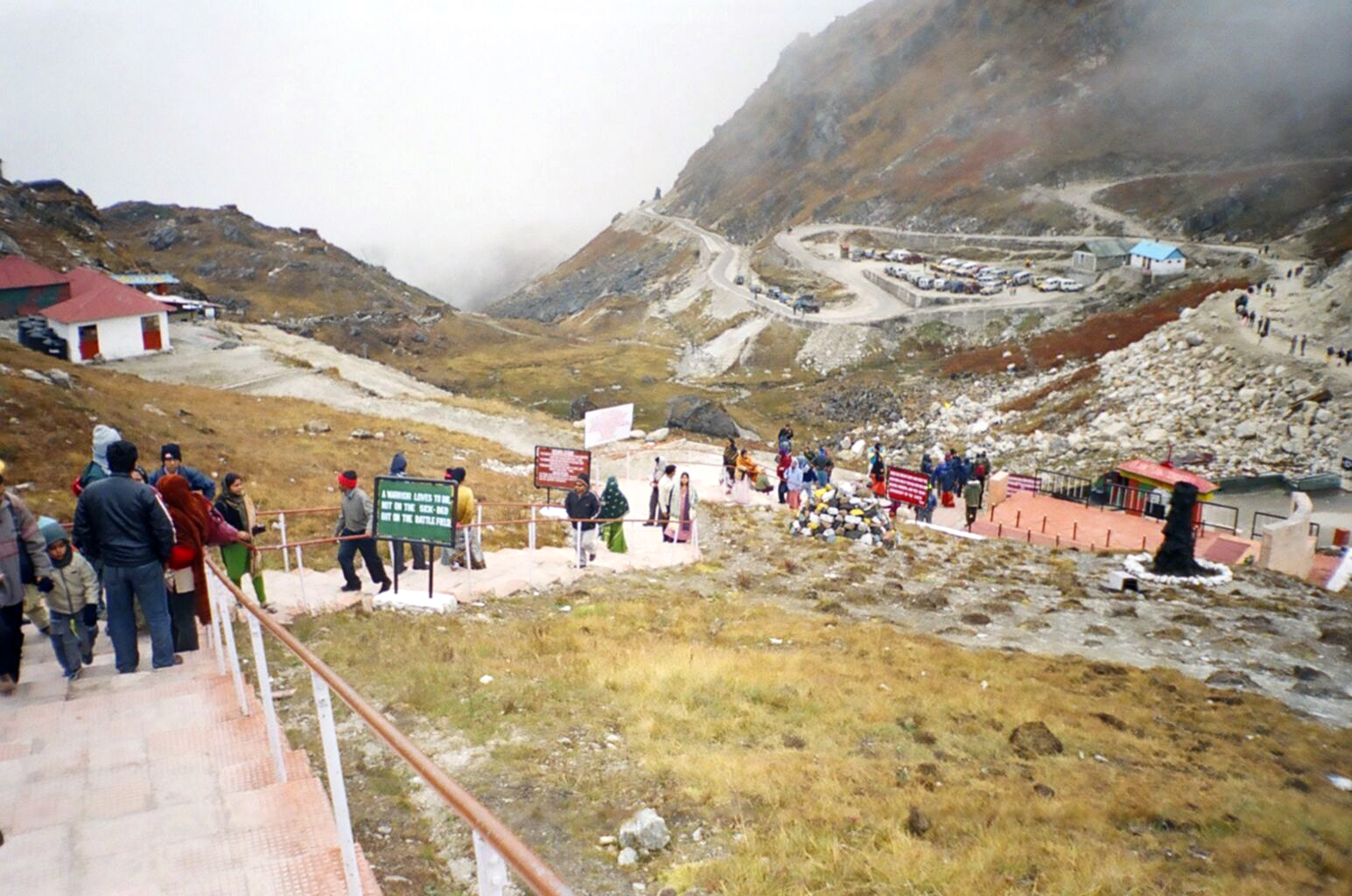
Pas fronterer de Nathu La, un destí turístic en una frontera poc travessada.

## Traçat
La frontera entre els dos països és de 3.380 km. Es compon de tres traçats separats per les fronteres amb el Nepal i Bhutan. A l'oest del Nepal, la línia fronterera és delimitada per l'Himalaia. És disputada en diversos llocs, especialment al nord de la regió d'Aksai Chin, administrada per Xina, però reclamada per l'Índia. En aquest punt, la frontera correspon efectivament a la veritable línia actual de control entre les dues nacions. Fins i tot més al nord, l'Índia controla la gelera de Siachen, reclamada pel Pakistan, una zona fronterera de la vall de Shaksgam, ocupada per la Xina, però reclamada per l'Índia.
Entre el Nepal i Bhutan, l'Índia i la Xina tornen a tenir una petita frontera comuna, després de l'annexió a l'Índia de l'antic regne de Sikkim, que es va convertir en estat federat el 1975. A l'est de Bhutan, els dos països limiten amb Myanmar. El curs d'aquesta frontera es disputa de nou, Xina no reconeix la sobirania de l'Índia a Arunachal Pradesh.